# Río Sabaya
Der Río Sabaya ist ein endorheischer Fluss im südamerikanischen Anden-Hochland und fließt von Chile nach Bolivien.

## Verlauf
Der Río Sabaya hat eine Gesamtlänge von 125 km. Der Fluss entspringt wenige Kilometer westlich der chilenischen Grenze zu Bolivien als Río Todos Santos in einer Höhe von 4252 m und fließt auf den ersten zehn Kilometern durch die Región de Tarapacá im nordöstlichen Chile. Bei (⊙) in einer Höhe von 4201 m überschreitet der Fluss die Grenze zu Bolivien von Westen nach Osten.
Die weiteren 115 Kilometer durchfließt der Fluss den westlichen Teil des Departamento Oruro, und zwar die Provinz Sabaya und die Provinz Puerto de Mejillones. Er trägt auf den ersten 75 Kilometern den Namen „Todos Santos“ und erst auf den verbleibenden 50 Kilometern den Namen „Río Sabaya“, bevor er südöstlich der Ortschaft Sabaya in den Salzsee Salar de Coipasa mündet.

## Klima
Die Region leidet über weite Teile des Jahres unter großer Trockenheit, der Jahresniederschlag ist mit 200 mm sehr niedrig (siehe Klimadiagramm Sabaya): er weist von April bis November weniger als 5 mm im Monatsdurchschnitt auf, nur in den Südsommermonaten November bis März fallen nennenswerte Niederschläge, so dass der Río Sabaya und seine Zuflüsse nur periodisch Wasser führen. Trotz einer niedrigen Jahresdurchschnittstemperatur von 6 bis 7 °C findet sich aufgrund der Nähe zum Äquator tagsüber eine hohe Sonneneinstrahlung; daraus entsteht in den Mittagsstunden eine überdurchschnittlich hohe Verdunstung und der Anteil der im Wasser gelösten mineralischen Salze steigt an, so dass sich entlang des Flusses Salzkrusten und Salztümpel bilden.